# Fontaine (Aube)
Fontaine település Franciaországban, Aube megyében. Lakosainak száma 247 fő (2022. január 1.). Fontaine Baroville, Bar-sur-Aube, Bayel és Couvignon községekkel határos.

## Népesség
A település népességének változása:
| Lakosok száma | 271  | 314  | 288  | 298  | 273  | 260  | 258  | 253  | 250  | 247  |
|               | 1968 | 1982 | 1990 | 2006 | 2013 | 2015 | 2017 | 2019 | 2020 | 2022 |